# Lobocleta proutaria
Lobocleta proutaria är en fjärilsart som beskrevs av Jones 1921. Lobocleta proutaria ingår i släktet Lobocleta och familjen mätare. Inga underarter finns listade i Catalogue of Life.